# Puch-d'Agenais
Puch-d'Agenais är en kommun i departementet Lot-et-Garonne i regionen Nouvelle-Aquitaine i sydvästra Frankrike. Kommunen ligger i kantonen Damazan som tillhör arrondissementet Nérac. År 2022 hade Puch-d'Agenais 713 invånare.

## Befolkningsutveckling
Antalet invånare i kommunen Puch-d'Agenais
| Referens: INSEE |